# Vereniging voor een Nieuw Democratisch Macau
Vereniging voor een Nieuw Democratisch Macau is  een pro-democratische politieke partij in de Chinese Speciale Bestuurlijke Regio Macau. De partij werd in 1992 opgericht door voorzitter Antonio Ng Kuok Cheong. De huidige voorzitter is Kam Sut-leng. Bij de verkiezingen in 2005 won de partij met 18,8% van de stemmen 2 van de 12 zetels van directgekozen kamerleden. In 2009 groeide de partij door naar drie zetels (19,3%), waarna zij weer terugviel naar twee zetels in 2013 en één zetel in 2017.